# Velike Lipljene
Velike Lipljene so naselje v Občini Grosuplje.